# Adenogramma glomerata
Adenogramma glomerata är en kransörtsväxtart som först beskrevs av Carl von Linné d.y., och fick sitt nu gällande namn av George Claridge Druce. Adenogramma glomerata ingår i släktet Adenogramma och familjen kransörtsväxter. Inga underarter finns listade i Catalogue of Life.